# Pfatter
Pfatter – miejscowość i gmina w Niemczech, w kraju związkowym Bawaria, w rejencji Górny Palatynat, w regionie Ratyzbona, w powiecie Ratyzbona. Leży około 22 km na południowy wschód od Ratyzbony, nad Dunajem, przy drodze B8.

## Dzielnice
W skład gminy wchodzą następujące dzielnice: 
- Pfatter
- Geisling
- Gmünd
- Griesau
- Leiterkofen